# Benoit Benoni-Auran
Benoît Benoni-Auran, född 1859 i Monteux, död 1944, var en fransk målarmästare.
Ett antal verk skapat av honom finns utställd i Monteuxs stadshus.